# Galeria Valeria
Galeria Valeria fue la hija del emperador romano Diocleciano y su esposa Prisca y esposa de Galerio desde 293, cuando este fue escogido como césar y sucesor por Diocleciano. Falleció en 315.

## Matrimonio y creencias
Se casó con Galerio con el objetivo de fortalecer los lazos familiares entre los miembros de la Tetrarquía, para lo cual Galerio se vio obligado a divorciarse de su primera esposa, Valeria Maximila.[cita requerida]
Galeria Valeria simpatizó con los cristianos[cita requerida] mientras que su esposo Galerio promovió la persecución de estos. A la muerte de Galerio en 311, Valeria fue obligada a casarse con el nuevo emperador, Maximino Daya. Valeria no quiso aceptar y huyó con su madre Prisca a Siria, donde fueron detenidas y ejecutadas por Licinio en 315.